# Bălușeni
Bălușeni település Romániában, Moldvában, Botoșani megyében fekszik.

## Fekvése
A DN 28B úton délkeletre fekvő település.

## Leírása
A 2002-es népszámláláskor Bălușeninek 5046 lakosa volt, ebből 5003 román és 43 roma. A lakosság 99,3%-a görögkeleti vallású.

## Nevezetességek
- Fatemploma 1740-ben épült Ion Basotă kezdeményezésére.